# Caterina Carpano
Caterina Carpano (ur. 19 marca 1998 w Pozza di Fassa) – włoska snowbordzistka specjalizująca się w snowboardcrossie i konkurencjach alpejskich, olimpijka z Pekinu 2022, brązowa medalistka igrzysk olimpijskich młodzieży.
Większe sukcesy osiąga w snowboardcrossie, startując na najważniejszych turniejach. W konkurencjach alpejskich bierze udział w zawodach niższej rangi.

## Udział w zawodach międzynarodowych
| Impreza                        | Rok  | Gospodarz   | snowboardcross indywidualnie | snowboardcross drużynowo |
| ------------------------------ | ---- | ----------- | ---------------------------- | ------------------------ |
| Igrzyska olimpijskie           | 2022 | Pekin       | 10                           | 4                        |
| Mistrzostwa świata juniorów    | 2016 | Rogla       | 23                           | —                        |
| Mistrzostwa świata juniorów    | 2017 | Klínovec    | 8                            | —                        |
| Igrzyska olimpijskie młodzieży | 2016 | Lillehammer | 03 !                         | —                        |